# Мазурове
Мазу́рове — село в Україні, у Кривоозерській селищній громаді Первомайського району Миколаївської області. Населення становить 583 особи.

## Історія
Засноване у 1780 році.
Село з 1806 року було батьківщиною Подільської гілки відомого польського шляхецького роду Чернецьких гербу Кораб, які певний час проживаючи в місті Ярмолинці оселилися на цій землі перебуваючи на службі в магнатській родині Любомирських які мали свій двір в Балті. Близько половини мешканців села в ХХ столітті становили нащадки застінкової шляхти про що свідчать архівні записи книги прочан костелу Святого Людовіка [Архівовано 31 липня 2017 у Wayback Machine.] з смт Криве Озеро.
Під час організованого радянською владою Голодомору 1932—1933 років померло щонайменше 133 жителі села. У селі встановлений памятник загиблим селянам.
20 серпня 2015 року у селі Мазурове вогонь повністю знищив дерев'яний храм Київського патріархату.

## Населення

### Мова
Розподіл населення за рідною мовою за даними перепису 2001 року:
| Мова       | Кількість | Відсоток |
| ---------- | --------- | -------- |
| українська | 550       | 94.34%   |
| румунська  | 16        | 2.74%    |
| російська  | 13        | 2.23%    |
| болгарська | 4         | 0.69%    |
| Усього     | 583       | 100%     |

## Відомі люди
- Дзендзелівський Йосип Олексійович — український мовознавець.
- Чернецький Василь Кирилович (нар. 30.01.1924, с. Мазурове) — український лікар. Професор медицини. У 1952 р. закінчив Одеський медичний інститут. З 1952 по 1959 р. працював головним лікарем станції швидкої медичної допомоги та лікарем-невропатологом в. м. Дніпродзержинськ. Учасник Німецько-радянської війни. У 1959—1962 рр. навчався в аспірантурі. З 1963 р. працював науковим співробітником відділу неврології Українського науково-дослідного інституту клінічної та експериментальної неврології і психіатрії (м. Харків). У 1964 р. захистив кандидатську, у 1979 р. — докторську дисертації. У 1986 р. присвоєно звання професора. З 1981 по 1992 р. — завідувач кафедри нервових хвороб та психіатрії Чернівецького медінституту., з 1992 р. професор кафедри нервових хвороб та психіатрії Буковинської державної медичної академії. Наукові дослідження професора В. К. Чернецького викладені у 180 друкованих наукових працях. Нагороджений орденами Вітчизняної війни І та ІІ ступенів, Червоної Зірки, «Знак Пошани» та десятьма медалями.